# Рожен Леонід Миколайович
Леонід Миколайович Рожен (2 лютого 1952) — український спецпризначенець. Генерал-лейтенант. Начальник Головного управління розвідки Служби безпеки України (1999—2000). Голова Правління Фонду ветеранів і співробітників зовнішньої розвідки України, Кандидат економічних наук.

## Життєпис
Народився 2 лютого 1952 року в селі Синиха Куп'янського району Харківської області. У 1974 році закінчив Ніжинський педагогічний інститут ім. М. В. Гоголя, фізико-математичний факультет. Згодо закінчив Вищу Червонопрапорну школу КДБ СРСР ім. Ф. Е. Дзержинського.
З 1985 року обіймав різні посади в підрозділах Першого управління КДБ УРСР (зовнішня розвідка).
За участь у здобуванні окремих компонентів для створення радянського космічного корабля багаторазового використання «Буран» у 1985 р. отримав орден «Знак пошани», який вручив Перший секретар ЦК компартії України Володимир Щербицький.
У 1988 року начальник головного відділу розвідки Одеського обласного управління КДБ УРСР.
З 1992 року заступник начальника управління — начальник головного відділу розвідки управління СБУ в Одеській області. Працював у Міністерстві транспорту України, згодом — Міністерство зовнішніх економічних зв'язків і торгівлі, Міністерство закордонних справ, ДК «Укрспецекспорт», опікувався масштабними контрактами, зокрема щодо постачання 320 танків у Пакистан.
З лютого 1999 по листопад 2000 рр. — очолює Головне управління розвідки СБУ, активно займаючись її реформуванням.
З 2000 по 2002 рр. — перший заступник Секретаря Ради національної безпеки і оборони України. Водночас — голова Комітету з політики військово-технічного співробітництва та експортного контролю та голова Ради з питань розвідки при Президентові України, голова комісії зі знищення стратегічних наступальних озброєнь. Брав участь у виконанні рішення керівництва держави про набуття Україною без'ядерного статусу, знищенні ракетних шахт і утилізації твердопаливних елементів ракетних установок.
З 2004 року голова правління Фонду ветеранів і співробітників зовнішньої розвідки України.
У 2006 році увійшов до складу "Партії політики Путіна".

## Нагороди та відзнаки
- Орден «Знак Пошани» (1985)
- Орден «За заслуги» III ступеня (2001)
- Відзнака «Іменна вогнепальна зброя» (1999)